# 利拉克公園 (加利福尼亞州)
利萊克公園（英語：Lilac Park）是位於美國加利福尼亞州卡拉韋拉斯縣的一個非建制地區。該地的面積和人口皆未知。

## 地理
利萊克公園的座標為38°15′11″N 120°20′59″W / 38.25306°N 120.34972°W，而該地的平均海拔高度為1270米（即4167英尺）。